# 5. armija (Njemačko Carstvo)
5. armija (njem. 5. Armee / Armeeoberkommando 5 / A.O.K. 5) je bila vojna formacija njemačke vojske u Prvom svjetskom ratu. Tijekom Prvog svjetskog rata djelovala je na Zapadnom bojištu.

## Povijest
Peta armija formirana je 2. kolovoza 1914. sa sjedištem stožera u Koblenzu. Njezinim prvim zapovjednikom postao je njemački krunski princ Vilim kojemu je načelnik stožera bio general poručnik Konstantin Schmidt von Knobelsdorf. Peta armija se na početku rata sastojala pet korpusa i to V., XIII., XVI., V. pričuvnog i VI. pričuvnog korpusa s ukupno 200.000 vojnika.
Na početku rata 5. armija je držala položaje u središnjem dijelu njemačkog rasporeda i to u Ardenima, te je zajedno s 4. armijom u Bitci u Ardenima (21. – 23. kolovoza 1914.) zaustavila i porazila francuske snage zauzevši pritom i tvrđavu Longwy. Njemački poraz u Prvoj bitci na Marni uzrokovao je i povlačenje 5. armije koja je zauzela položaje na dijelu bojišta oko Verduna.
Krajem 1914. i početkom 1915. godine desno krilo 5. armije točnije XVIII. pričuvni korpus sudjeluje u Prvoj bitci u Champagni (20. prosinca 1914. – 20. ožujka 1915.) gdje 5. armija zajedno s 3. armijom uspješno odbija snažne napade francuske 4. armije. U rujnu 1915. francuske snage su ponovno napale položaje 3. armije kao i desno krilo 5. armije, ali su i u Drugoj bitci u Champagni (25. rujna – 6. studenog 1915.) bile odbijene, iako je u jednom trenutku položaj njemačkih armija bio kritičan.

Od veljače 1916. 5. armija sudjeluje u Verdunskoj bitci (21. veljače – 18. prosinca 1916.) najduljoj i najkrvavijoj bitci Prvog svjetskog rata. U navedenom njemačkom napadu koji je bio usmjeren na francusku tvrđavu Verdun primarni cilj nije bio zauzimanje teritorija, već nanošenje što većih gubitaka francuskoj vojsci za koju se očekivalo da će kod Verduna iskrvariti. Iako je francuski položaj u nekoliko navrata zbog njemačkih napada bio kritičan, 5. armija nije uspjela zauzeti Verdun koji je ostao u francuskim rukama.
U prosincu 1916. prijestolonasljednika Vilima na mjestu zapovjednika 5. armije zamjenjuje general pješaštva Ewald von Lochow. Lochow međutim, 5. armijom zapovijeda manje od mjesec dana jer ga nakon jednog uspješnog francuskog napada na mjestu zapovjednika 17. prosinca 1916. zamjenjuje general topništva Max von Gallwitz.
Tijekom 1917. i prve polovice 1918. dio bojišta koji je držala 5. armija je bio relativno miran. Položaji 5. armije napadnuti su od američkih snaga, te je u Bitci kod Saint-Mihiela (12. – 19. rujna 1918.) 5. armija poražena i prisiljena na povlačenje. Poslije navedene bitke Maxa von Gallwitza je na mjestu zapovjednika zamjenjuje general konjice Georg von der Marwitz, dotadašnji zapovjednik 2. armije, koji armijom zapovijeda sve do kraja rata. Ubrzo nakon promjene zapovjedništva, 5. armija je ponovno napadnuta u savezničkoj Ofenzivi Meuse-Argonne (26. rujna – 11. studenog 1918.), te je prisiljena na povlačenje koje je trajalo sve do kraja rata. Nakon završetka rata 5. armija se povlačila prema Njemačkoj sve do Bad Nauheima gdje je konačno i rasformirana 30. siječnja 1919. godine.

## Zapovjednici
krunski princ Vilim (2. kolovoza 1914. – 1. prosinca 1916.)

Ewald von Lochow (1. prosinca 1916. – 17. prosinca 1916.)

Max von Gallwitz (17. prosinca 1916. – 22. rujna 1918.)

Georg von der Marwitz (22. rujna 1918. – 13. prosinca 1918.)

## Načelnici stožera
Konstantin Schmidt von Knobelsdorf (2. kolovoza 1914. – 21. kolovoza 1916.)
Walther von Lüttwitz (21. kolovoza 1916. – 30. studenog 1916.)
Otto von Ledebur (30. studenog 1916. – 20. prosinca 1916.)
Bernhard Bronsart von Schellendorff (20. prosinca 1916. – 27. kolovoza 1917.)
Richard von Pawelsz (27. kolovoza 1917. – 18. travnja 1918.)
Victor Keller (18. travnja 1918. – 25. rujna 1918.)
Georg Wetzell (25. rujna 1918. – 13. prosinca 1918.)

## Bitke
Bitka u Ardenima (21. – 23. kolovoza 1914.)

Prva bitka u Champagni (20. prosinca 1914. – 20. ožujka 1915.)

Druga bitka u Champagni (25. rujna – 6. studenog 1915.)

Verdunska bitka (21. veljače – 18. prosinca 1916.)

Bitka kod Saint-Mihiela (12. – 19. rujna 1918.)

Ofenziva Meuse-Argonne (26. rujna – 11. studenog 1918.)

## Vojni raspored 5. armije na početku Prvog svjetskog rata
Zapovjednik: prijestolonasljednik Vilim

Načelnik stožera: general poručnik Konstantin Schmidt von Knobelsdorf

- V. korpus (genpj. Hermann von Strantz)
  - 9. pješačka divizija (gen. E. Below)
  - 10. pješačka divizija (gen. Kosch)

- XIII. korpus (genpj. Max von Fabeck)
  - 26. pješačka divizija (vojv. Urach von Württemberg)
  - 27. pješačka divizija (gen. Pfeil und Klein-Ellguth)

- XVI. korpus (genpj. Bruno von Mudra)
  - 33. pješačka divizija (gen. Reitzenstein)
  - 34. pješačka divizija (gen. Heinemann)

- V. pričuvni korpus (genpj. Erich von Gündell)
  - 9. pričuvna divizija (gen. Guretzky-Cornitz)
  - 10. pričuvna divizija (gen. Wartenberg)

- VI. pričuvni korpus (genpj. Konrad von Gossler)
  - 11. pričuvna divizija (gen. Suren)
  - 12. pričuvna divizija (gen. H. Lüttwitz)

- IV. konjički korpus (genkonj. Gustav von Hollen)
  - 3. konjička divizija (gen. Unger)
  - 6. konjička divizija (gen. Eg. Schmettow)Georg von der Marwitz, posljednji zapovjednik 5. armije

## Vojni raspored 5. armije sredinom prosinca 1914.
Zapovjednik: prijestolonasljednik Vilim

Načelnik stožera: general poručnik Konstantin Schmidt von Knobelsdorf

- XVI. korpus (genpj. Bruno von Mudra)
  - 27. pješačka divizija (gen. Pfeil und Klein-Ellguth)
  - 34. pješačka divizija (gen. Heinemann)

- V. pričuvni korpus (genpj. Erich von Gündell)
  - 9. pričuvna divizija (gen. Guretzky-Cornitz)
  - 10. pričuvna divizija (gen. Wartenberg)

- VI. pričuvni korpus (genpj. Konrad von Gossler)
  - 11. pričuvna divizija (gen. Hertzenberg)
  - 12. pričuvna divizija (gen. H. Lüttwitz)

- XVIII. pričuvni korpus (genpj. Kuno von Steuben)
  - 11. pješačka divizija (gen. Webern)

## Vojni raspored 5. armije u Verdunskoj bitci
Zapovjednik: prijestolonasljednik Vilim

Načelnik stožera: general poručnik Konstantin Schmidt von Knobelsdorf

Zapadna borbena grupa (general topništva Max von Gallwitz)

- VI. pričuvni korpus (genpj. Konrad von Gossler)
  - 11. bavarska divizija (gen. Kneussl)
  - 192. pješačka divizija (gen. Koch)
  - 11. pričuvna divizija (gen. Hertzberg)
  - 12. pričuvna divizija (gen. Kehler)
  - 22. pričuvna divizija (gen. Reimann)

- XXII. pričuvni korpus (genkonj. Eugen von Falkenhayn)
  - 43. pričuvna divizija (gen. Runckel)
  - 44. pričuvna divizija (gen. Wichmann)
  - 56. pješačka divizija (gen. Altrock)
  - 4. pješačka divizija (gen. Freyer)

- XXIV. korpus (genpj. Friedrich von Gerok)
  - 54. pješačka divizija (gen. O. Watter)
  - 38. pješačka divizija (gen. von der Esch)

Istočna borbena grupa (general pješaštva Ewald von Lochow)

- X. pričuvni korpus (genpor. Robert Kosch)
  - 19. pričuvna divizija (gen. Wartenberg)
  - 113. pješačka divizija (gen. Wienkowski)
  - 58. pješačka divizija (gen. Gersdorff)

- I. bavarski korpus (genpj. Oskar von Xylander)
  - 1. bavarska divizija (gen. Schoch)
  - 2. bavarska divizija (gen. Hartz)

- Alpski korpus (genpor. Konrad Krafft von Dellmensingen)
  - 6. bavarska divizija (gen. Höhn)
  - 14. pješačka divizija (gen. Verden)
  - 33. pješačka divizija (gen. Vollbrecht)
  - 34. pješačka divizija (gen. Schmiedecke)

## Vojni raspored 5. armije u ožujku 1917.
Zapovjednik: general topništva Max von Gallwitz

Načelnik stožera: pukovnik Bernhard Bronsart von Schellendorff

- VII. korpus (genpj. Hermann von Francois)
  - 2. landverska divizija (gen. Franke)
  - 28. pričuvna divizija (gen. Ziethen)
  - 13. pješačka divizija (gen. Borries)
  - 14. pješačka divizija (gen. Verden)

- V. pričuvni korpus (genpor. Otto von Garnier)
  - 103. pješačka divizija (gen. Auer)
  - 7. pričuvna divizija (gen. Schwerin)
  - 28. pješačka divizija (gen. Langer)

- XVIII. pričuvni korpus (genpj. Kuno von Steuben)
  - 10. ersatzka divizija (gen. Logan)
  - 192. pješačka divizija (gen. Eckstaedt)
  - 19. ersatzka divizija (gen. Schmundt)

## Vojni raspored 5. armije u lipnju 1917.
Zapovjednik: general topništva Max von Gallwitz

Načelnik stožera: pukovnik Bernhard Bronsart von Schellendorff

- VII. korpus (genpj. Hermann von Francois)
  - 2. landverska divizija (gen. Franke)
  - 10. pričuvna divizija (gen. Reiser)
  - 6. pričuvna divizija (gen. Dieterich)

- V. pričuvni korpus (genpor. Otto von Garnier)
  - 28. pričuvna divizija (gen. Ziethen)
  - 228. pješačka divizija (gen. von der Heyde)
  - 28. pješačka divizija (gen. Langer)

- XVIII. pričuvni korpus (genpor. Karl von Wenninger)
  - 192. pješačka divizija (gen. Loeffler)
  - 19. ersatzka divizija (gen. Schmundt)

- Armijska pričuva
  - 25. pričuvna divizija (gen. Mohn)
  - 213. pješačka divizija (gen. Bernuth)
  - 48. pričuvna divizija (gen. Hippel)
  - 3. bavarska divizija (gen. Huller)

## Vojni raspored 5. armije krajem listopada 1918.
Zapovjednik: general konjice Georg von der Marwitz

Načelnik stožera: potpukovnik Georg Wetzell

- LVIII. korpus (genpor. Alfred von Kleist)
  - 240. pješačka divizija (gen. Müller)
  - 15. bavarska divizija (gen. Siebert)
  - 52. pješačka divizija (gen. Glück)
  - 31. pješačka divizija (gen. Wissel)

- XXI. korpus (genpor. Ernst von Oven)
  - 13. pješačka divizija (gen. Kameke)
  - 28. pješačka divizija (gen. von der Osten)
  - 107. pješačka divizija (gen. Havenstein)
  - 5. bavarska pričuvna divizija (gen. Burkhardt)
  - 88. pješačka divizija (gen. Beczwarzowski)
  - 115. pješačka divizija (gen. Kundt)

- V. pričuvni korpus (genpor. Franz von Soden)
  - 123. pješačka divizija (gen. Ompteda)
  - 1. pješačka divizija (Austro-Ugarska) (podmrš. Metzger)
  - 228. pješačka divizija (gen. von der Heyde)
  - 192. pješačka divizija (gen. Leuthold)
  - 41. pješačka divizija (gen. von der Hardt)
  - 27. pješačka divizija (gen. Maur)
  - 117. pješačka divizija (gen. Hoefer)

- IX. pričuvni korpus (genpor. Karl Dieffenbach)
  - 1. landverska divizija (gen. Jacobi)
  - 15. pješačka divizija (gen. Tappen)

- XVIII. korpus (Austro-Ugarska) (podmrš. Ludwig Goiginger)
  - 33. pješačka divizija (gen. Schönberg)
  - 32. pješačka divizija (gen. Scheel)
  - 106. divizija (Austro-Ugarska) (podmrš. Kratky)
  - 37. divizija (Austro-Ugarska) (podmrš. Haber)
  - 236. pješačka divizija (gen. Mühry)
  - 20. pješačka divizija (gen. Zwenger)

## Vanjske poveznice
(eng.) 5. armija na stranici Prussian Machine.com

(njem.) 5. armija na stranici Deutschland14-18.de  Arhivirana inačica izvorne stranice od 5. listopada 2013. (Wayback Machine)

(njem.) 5. armija na stranici Wiki-de.genealogy.net